# Moiazza
Moiazza – szczyt w Dolomitach, w Alpach Wschodnich. Leży w północnych Włoszech, w regionie Wenecja Euganejska. Na południowy wierzchołek szczytu prowadzi droga typu via ferrata: Via Ferrata Costantini, uważana za jedną z najtrudniejszych w Dolomitach oraz wiele dróg wspinaczkowych. Masyw jest często łączony z pobliskim masywem Civetty.